# Jodis
Jodis is een geslacht van vlinders uit de familie van de spanners (Geometridae) en de onderfamilie Geometrinae.

## Soorten
- J. albipuncta Warren, 1898
- J. amamiensis Inoue, 1982
- J. angulata Inoue, 1961
- J. argentilineata Wileman, 1916
- J. argutaria Walker, 1866
- J. coeruleata Warren, 1896
- J. colpostrophia Prout, 1917
- J. ctila Prout, 1926
- J. delicatula Warren, 1896
- J. dentifascia Warren, 1897
- J. fulgurata Debauche, 1941
- J. inumbrata Warren, 1896
- J. iridescens Warren, 1896
- J. irregularis Warren, 1894
- J. lactearia Linnaeus, 1758

- melkwitte zomervlinder
- J. lara Prout, 1926
- J. nanda Walker, 1861
- J. nepalica Inoue, 1987
- J. niveovenata Oberthür, 1916
- J. pallescens Hampson, 1891
- J. placida Inoue, 1986

- J. praerupta Butler, 1878
- J. putata Linnaeus, 1758 - spaansgroene zomervlinder
- J. rantaizanensis Wileman, 1916
- J. rhabdota Prout, 1917
- J. sinuosaria Leech, 1897
- J. subtractata Walker, 1863
- J. tibetana Chu, 1982
- J. undularia Hampson, 1891
- J. urosticta Prout, 1930
- J. xynia Prout, 1917